# Christoph von Zedtwitz
Christoph von Zedtwitz (* 1502; † 1575) war markgräflicher Hauptmann in Hof und verteidigte 1553 bei der Belagerung von Hof die Stadt.

## Leben
Christoph stammte aus dem vogtländischen Adelsgeschlecht der von Zedtwitz. Der namensgebende Stammsitz Zedwitz war zur Zeit des Christoph bereits von der Familie aufgegeben worden, Linien der Familie saßen auf Isaar, Töpen, Neuberg und Liebenstein.
Kurt Stiersdorfer identifiziert Hauptmann Christoph von Zedwitz als Besitzer der Herrschaft Liebenstein, die er 1540 vom böhmischen König Ferdinand als Lehen erhalten hatte. Die Zuordnung erschwert der in der Familie häufig vorkommende Vorname „Christoph“.
Die Verteidigung Hofs war Teil des Zweiten Markgrafenkrieges, in dem die Kampfhandlungen schließlich auf dem eigenen Territorium von Markgraf Albrecht Alcibiades stattfanden und wichtige Befestigungen und Städte, darunter Kulmbach mit der Plassenburg, belagert und teilweise auch zerstört wurden. Christoph war zunächst mit der Verteidigung von Weismain betraut. In Hof war er im Haus von Georg Prückner unweit des Rathauses untergebracht. Seine militärischen Aktionen in Hof sind detailliert u. a. in der Schlemmer-Chronik dokumentiert. In diesem Zusammenhang wird er bis zum 12. Oktober 1553 erwähnt.
Zu seinen ersten Vorbereitungen in Hof zählte das Niederbrennen der Altstadt, um den Feinden Vorteile wie Deckung oder Unterkunft zu nehmen. Überliefert sind Verhandlungen mit dem Rat der Stadt, den Kriegsleuten und vor allem mit den Gegnern, weiterhin verschiedene militärische Aktionen, wie z. B. mehrere Ausfälle aus der Stadt. Von besonderer strategischer Bedeutung waren die Wassermühlen zur Ernährung der Stadt. Die angeheuerten Kriegsleute auf beiden Seiten verlangten regelmäßig nach ihrer Vergütung und mussten bei besonderen Aktionen z. B. mit dem Sturmgeld erst einmal ausreichend motiviert werden. Schließlich war es auch an Christoph, die Bedingungen der Kapitulation auszuhandeln und die Stadt dem Feind zu übergeben.
Sofern Stierstorfers Zuordnung der Person Christophs richtig ist, starb er schließlich im Alter von 72 Jahren. Er war verheiratet mit Margaretha Kressin von Dießfurt (heute Ortsteil von Pressath), die im heutigen oberpfälzischen Raum Besitzungen erbte. Nach dem in Details fehlerhaften Genealogen Johann Gottfried Biedermann war sie die Tochter eines kurpfälzischen Rates und Juliana, einer geborenen Hirschberg von Weißenstadt, die mit Christoph mehrere Kinder hatte. Christoph und seine Frau wurden zusammen in der Kirche von Pressath bestattet.